# マルニ伊勢屋本店
マルニ伊勢屋本店（略称：四天王寺 西むら） は、大阪市天王寺区四天王寺に店舗を置くなにわ伝統野菜を使った漬物の製造･販売会社である。

## 会社概要
聖徳太子建立七大寺の一つとされ、日本最古の官寺である四天王寺西側の参道に店舗『四天王寺 西むら』を構える。
天日塩、昆布、ぬかなどを使用して作られた「田辺大根、天王寺蕪、大阪しろな、泉州水なす、毛馬胡瓜」などのなにわ伝統野菜の漬物を主力商品としている。

## 店舗
- 大阪市高速電気軌道谷町線 四天王寺前夕陽ヶ丘駅近く

## 参照
- 動画で見る 街ログ観光ガイド 大阪天王寺 | 街ログ｜四天王寺 西むら
- 京都・大阪スポットガイド－お店ガイド｜なにわ伝統野菜四天王寺西むら
- 前世は料理人？: 浪花漬　四天王寺　西むら 再訪問　5回目掲載
- 大阪府／なにわの伝統野菜
- なにわ伝統野菜　大阪ブランド情報局 | Osaka Brand Center